# Spokeo
Spokeo è un aggregatore di social network che raccoglie e accorpa dati da fonti online e offline (elenchi telefonici, reti sociali, album fotografici, indagini di marketing, mailing list, censimenti del governo, annunci immobiliari, siti di affari). Questi dati aggregati possono contenere dati demografici, proprietà e indici di ricchezza.